# Chlosyne nycteis
Chlosyne nycteis är en fjärilsart som beskrevs av Edwards 1862. Chlosyne nycteis ingår i släktet Chlosyne och familjen praktfjärilar. Inga underarter finns listade i Catalogue of Life.

## Bildgalleri

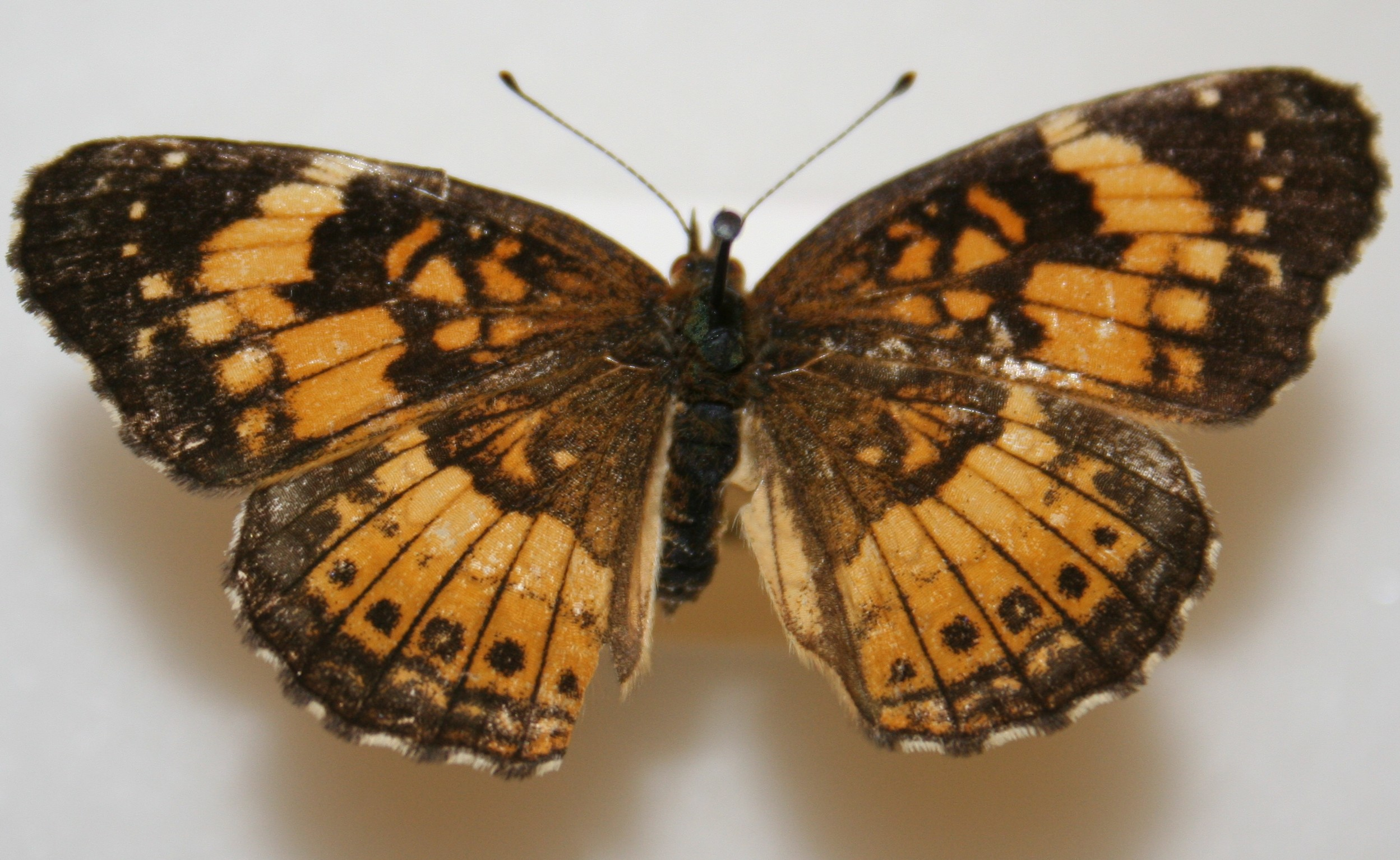